# Chiesa di Sant'Olav (Tallinn)
La chiesa di Sant'Olav (estone Oleviste kirik)  è una chiesa gotica di Tallinn, in Estonia. Con la sua torre di 124 m d'altezza è uno degli edifici più alti d'Europa.

## Storia
In questo luogo sorgeva una chiesa già dal XII secolo, di cui si ha notizia a partire solo dal 1267.
Venne tuttavia ricostruita fra il 1438 e il 1519 in stile gotico, secondo le influenze del Gotico baltico, impiegando come materiale di costruzione i tipici laterizi. Deve il suo nome al patrono dei marinai, il re Olaf II di Norvegia, santificato nel 1031.
Numerosi incendi e catastrofi la colpirono nel corso dei secoli, e quindi venne più volte restaurata e rifatta. Ad esempio la tempesta del 1625 colpì la svettante torre di ben 159 metri, all'epoca la più alta del mondo. 
L'ultima ricostruzione dell'edificio risale al 1829-40 in seguito ad un incendio che devastò la chiesa nel 1820.
Nel periodo della Riforma la chiesa divenne un tempio luterano. Infine, considerata eccessiva per le esigenze della Chiesa evangelica luterana estone a Tallinn, nel 1950 Sant'Olav divenne una chiesa battista.  Dal 1944 fino al 1991 la guglia della chiesa di St. Olaf fu utilizzata dal KGB come torre per radiocomunicazioni e punto di sorveglianza.
La congregazione battista continua ancor oggi ad utilizzare la chiesa.

## Descrizione
L'interno, austero, è diviso in tre navate da robusti archi ogivali che reggono pesanti pareti intonacate di bianco. Le volte stellari, con i loro 31 metri d'altezza, sono le più alte del Baltico.
In fondo alla navata destra si apre la bella Cappella di Santa Maria, eretta tra il 1513 e il 1523.

## Il campanile
È la costruzione più elevata di Tallinn. Con un'altezza di 159 metri, fu l'edificio più alto del mondo fino al 1625, anno in cui la torre rimase gravemente danneggiata da un incendio scaturito da un fulmine che ne causò un crollo parziale riducendone l'altezza. Dopo il restauro ottocentesco, la torre raggiunge oggi i 124 metri, e resta comunque fra le torri più alte d'Europa.
All'origine aveva la funzione di segnale per la navigazione, il che spiegava l'altezza tutto sommato inusitata per la cittadina estone.
Nel periodo dell'occupazione sovietica dal 1944 fino al 1991, il KGB  utilizzò la Torre di Sant'Olav come punto di sorveglianza della costa e della città nonché come torre radio.
La piattaforma panoramica in cima alla torre offre la possibilità di ammirare un notevole panorama sulla città medioevale, arrivando a scorgere, nelle giornate limpide e terse persino la costa finlandese, che dista circa 70 chilometri dalla città estone.

## Galleria d'immagini

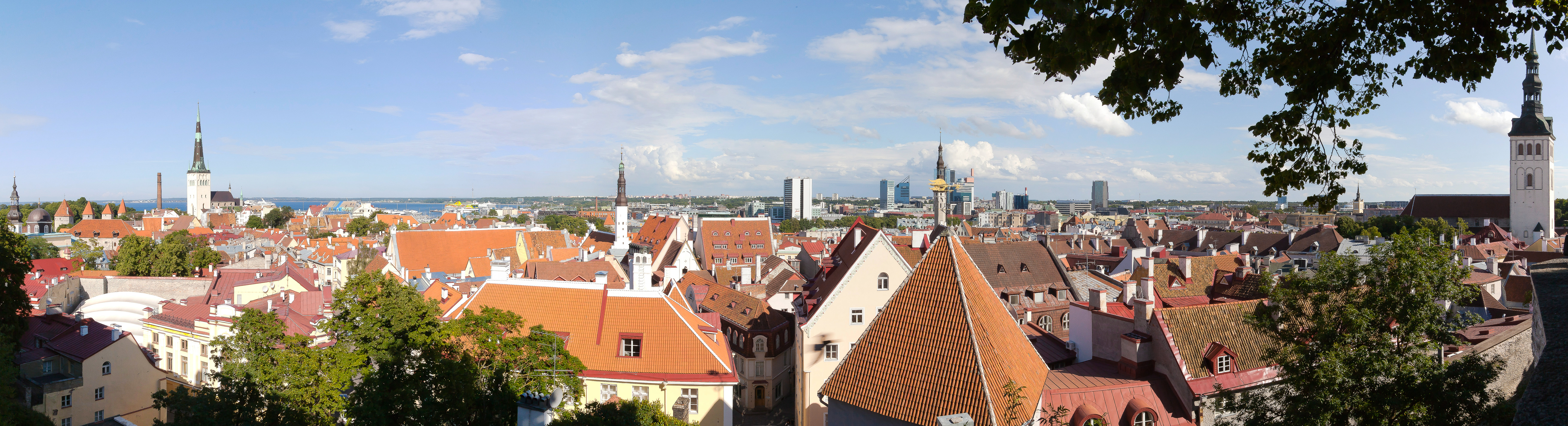
La chiesa (sulla sinistra) nel profilo cittadino.
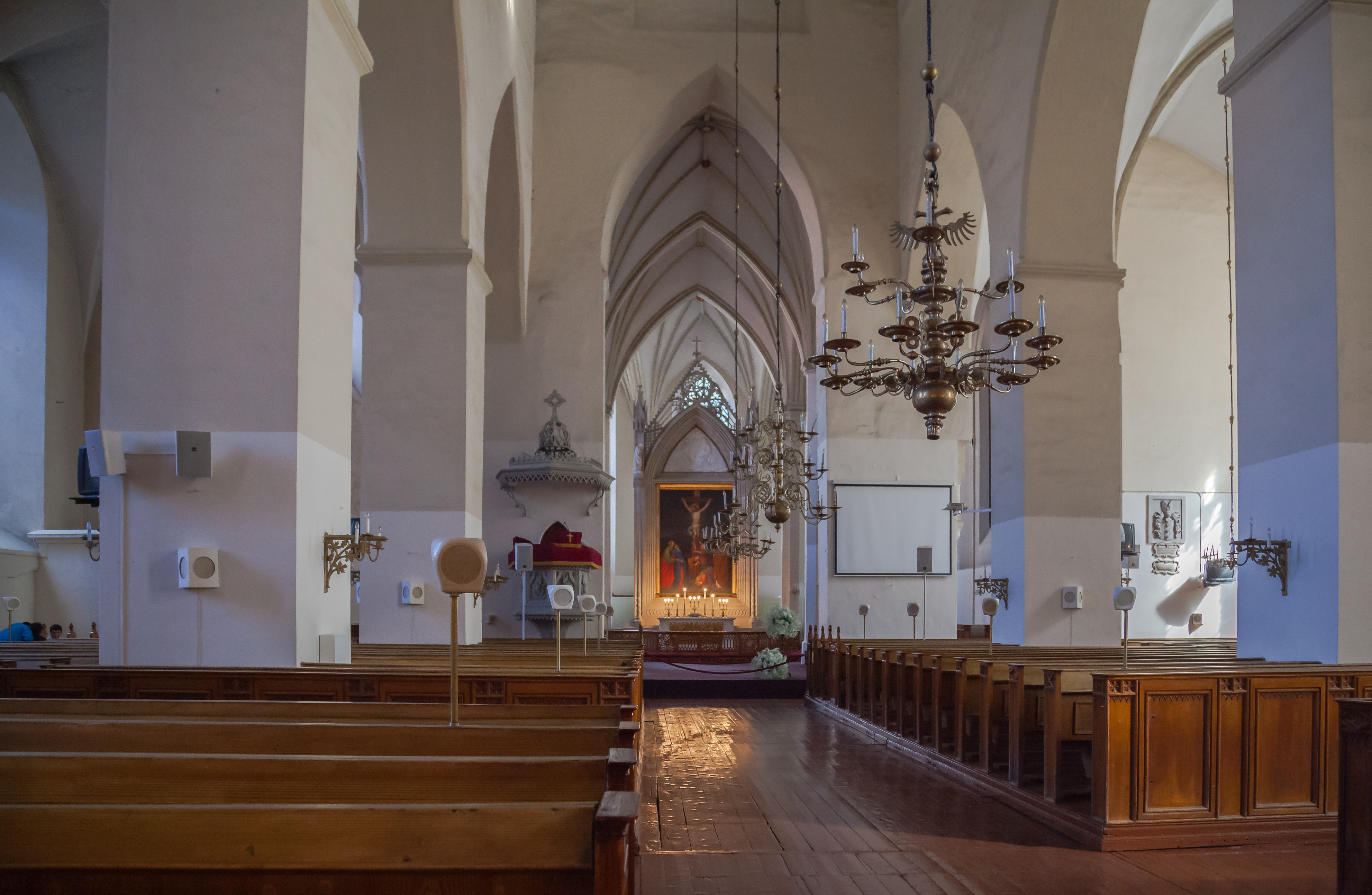
L'interno.
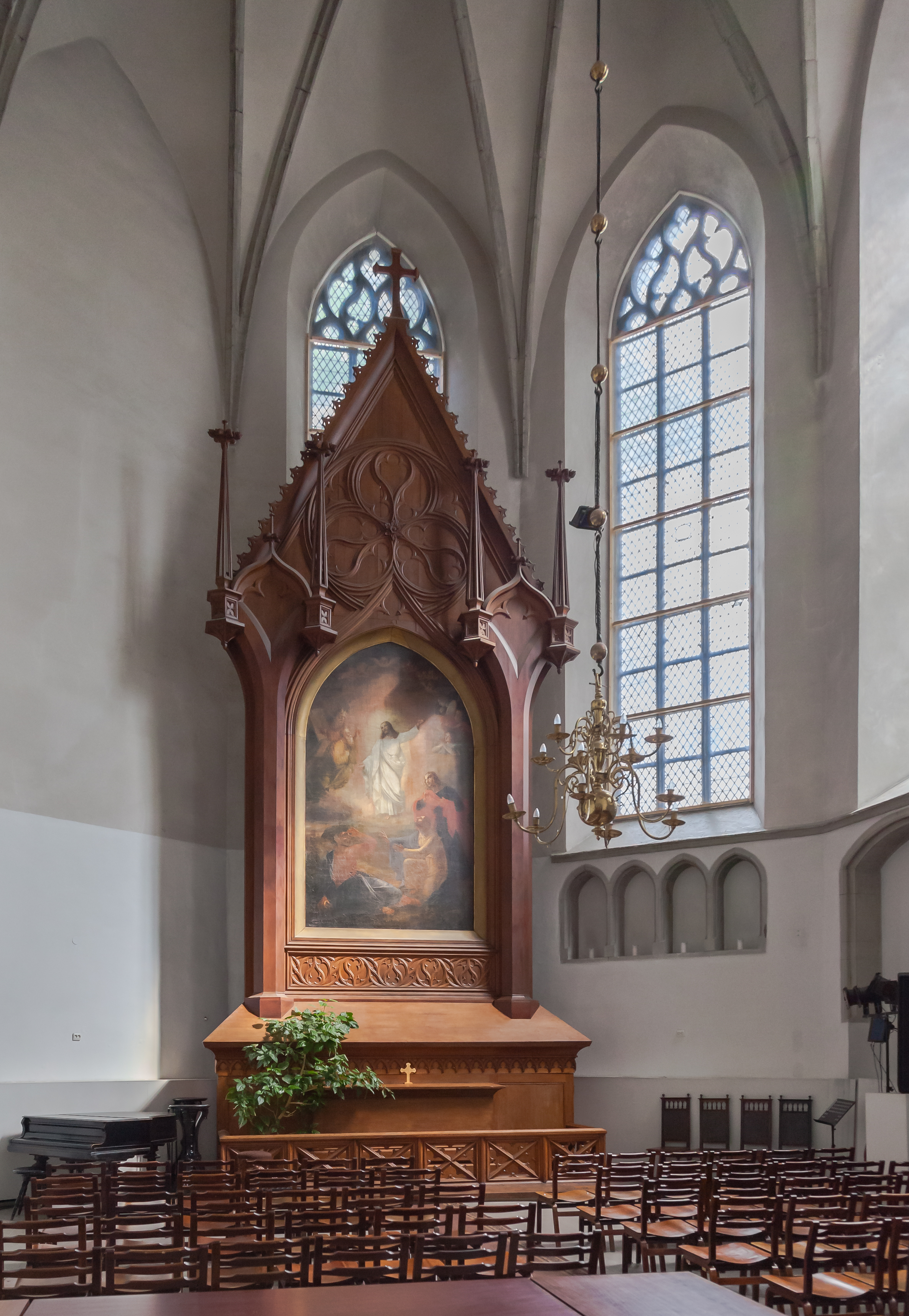
L'interno.
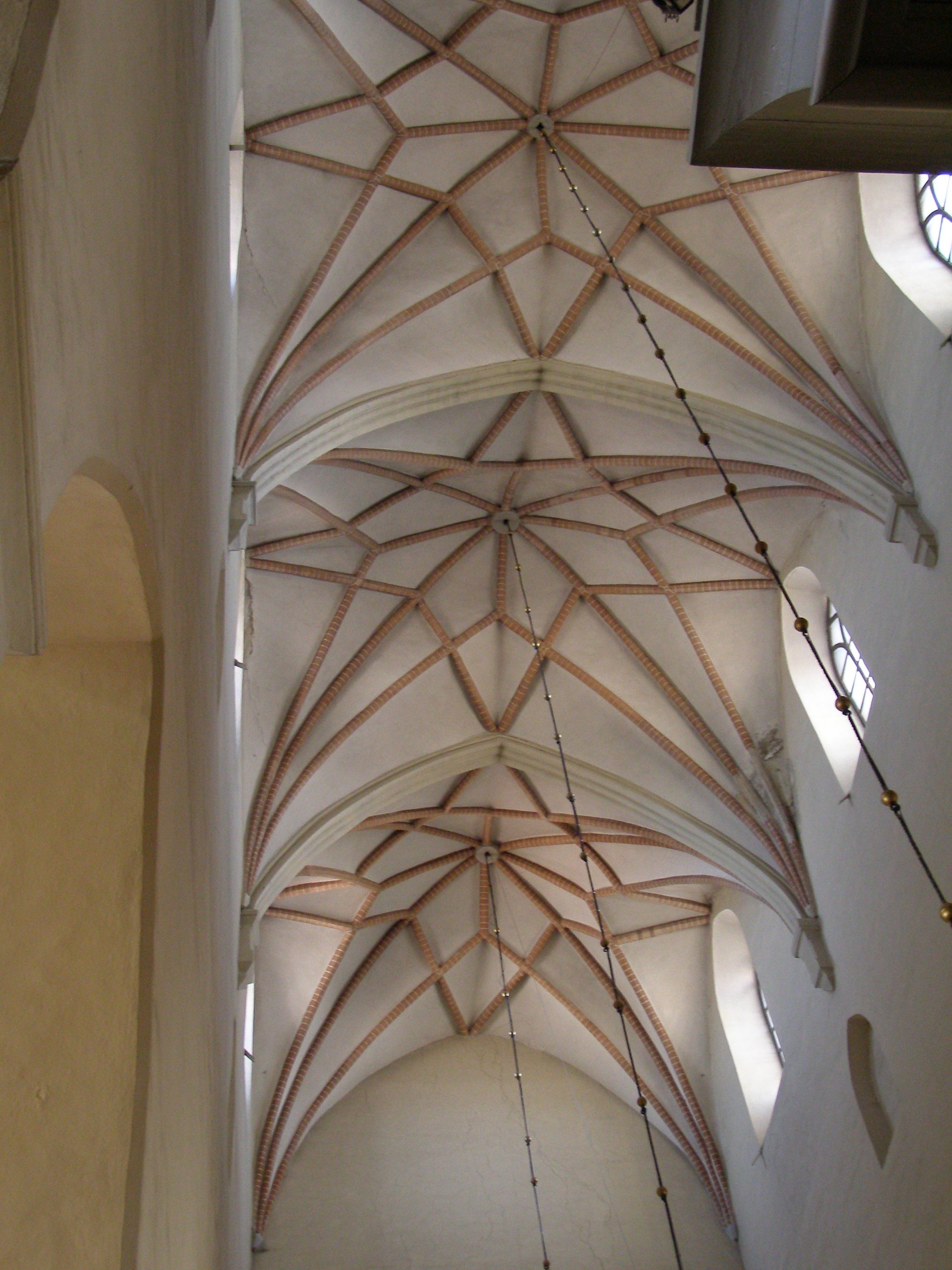
Le volte stellate della navata centrale.
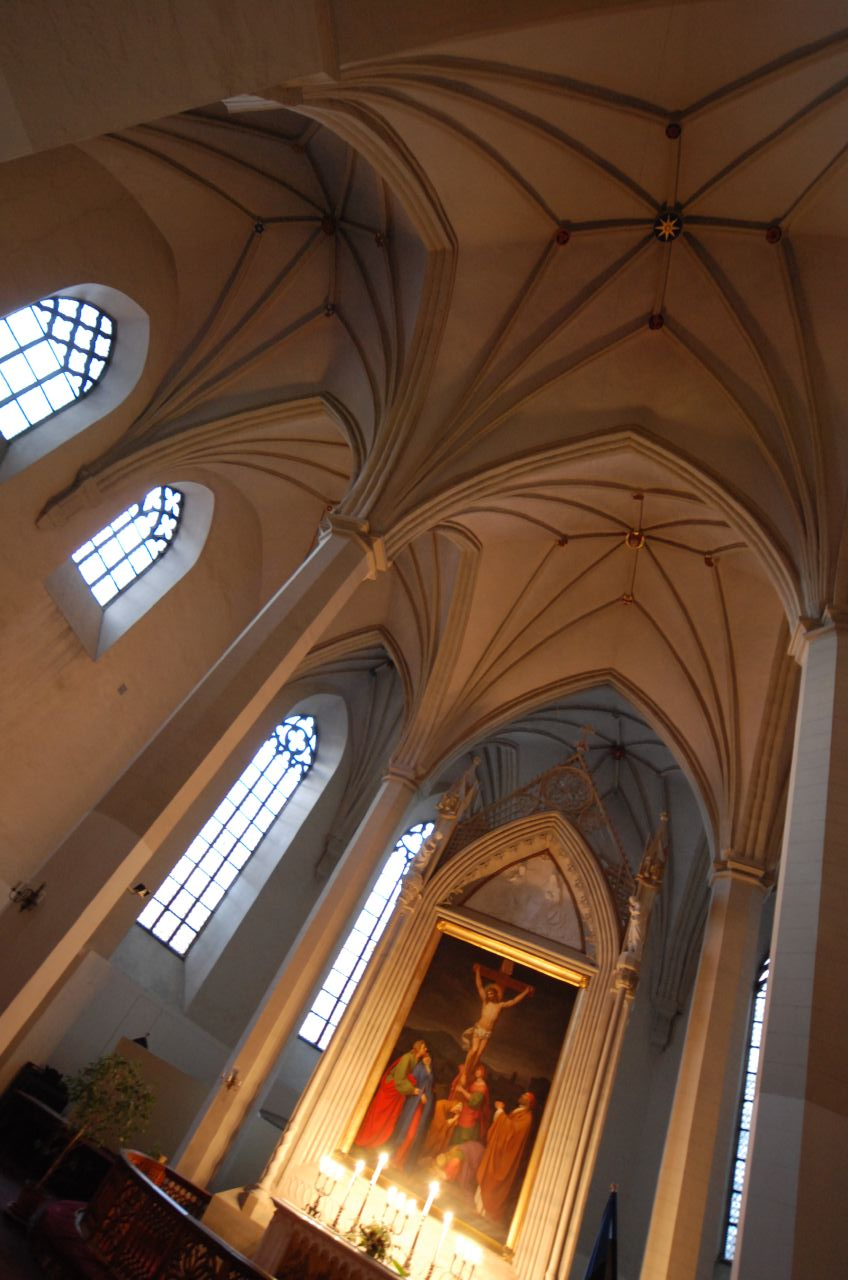
Il Coro.
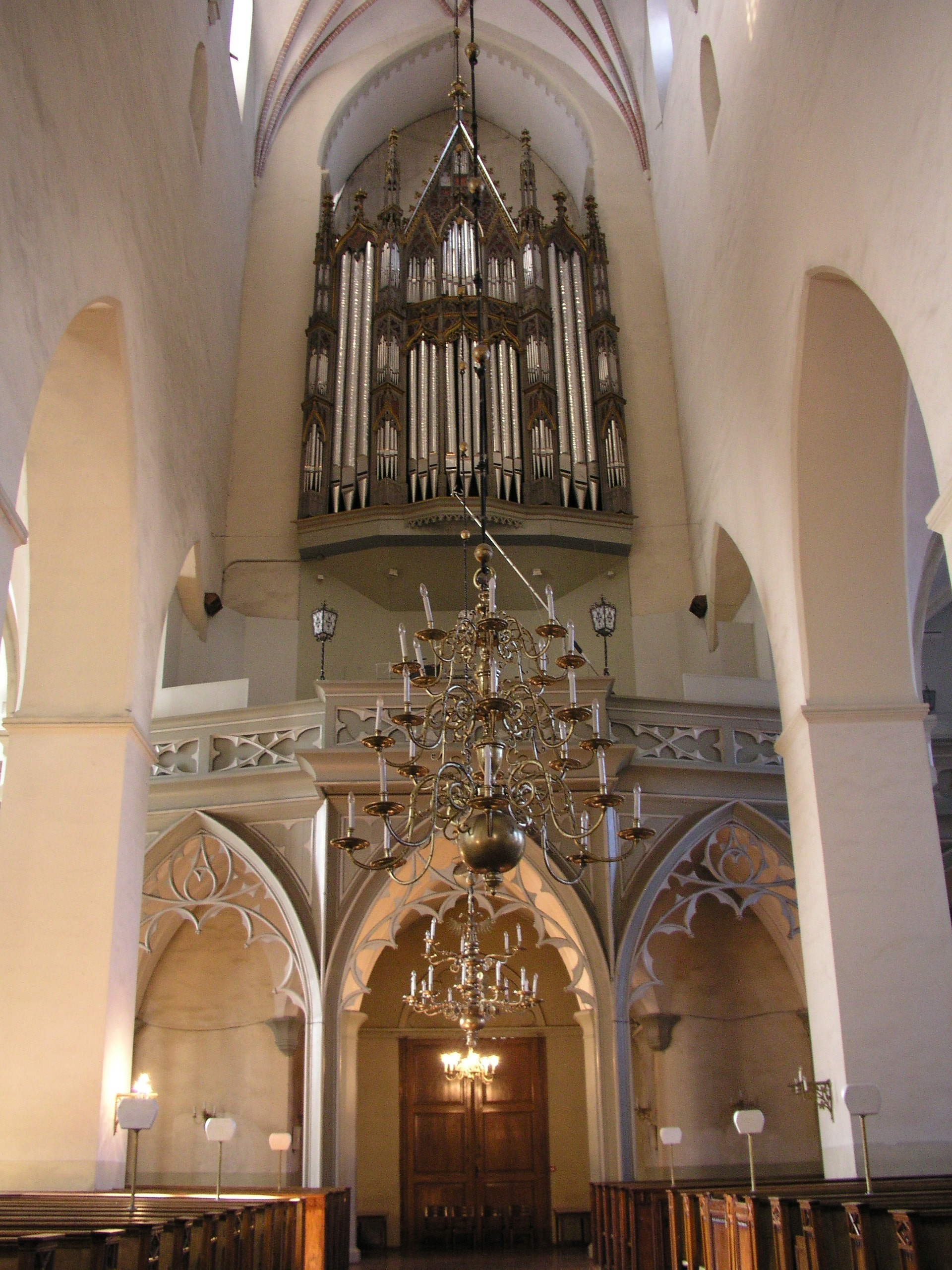
Il grande organo ottocentesco.
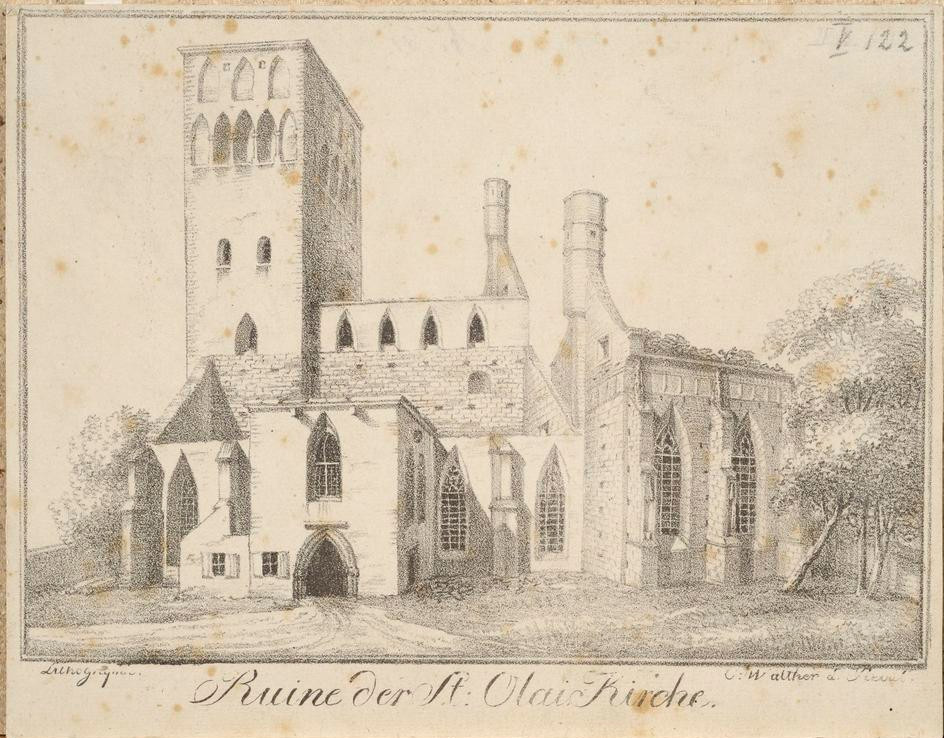
La chiesa nel 1825, prima dell'ultima ricostruzione.